# Mount Willing
Mount Willing ist ein 1300 m hoher und länglicher Berg mit ostwestlicher Ausrichtung im ostantarktischen Mac-Robertson-Land. In den Prince Charles Mountains ragt es 27 km südwestlich des Fisher-Massivs auf.
Entdeckt wurde er am 28. November 1957 beim Überflug mit einer DHC-2 Beaver zur Anfertigung von Luftaufnahmen. Das Antarctic Names Committee of Australia (ANCA) benannte ihn nach Richard Lyall Willing (* 1930), Arzt auf der Mawson-Station im Jahr 1957.